# Bazar di Tabriz
Il Bazar di Tabriz (بازار تبریز, Bāzār Tabriz), bazar della città iraniana di Tabriz, è fin dall'antichità uno dei principali luoghi di commercio del Medio Oriente, situato lungo la storica Via della seta, ed il più grande bazar coperto al mondo.
Secondo gli storici la costruzione di questo mercato iniziò circa 1000 anni fa, ma buona parte dell'attuale struttura risale al XV secolo.
L'enorme complesso comprende circa 1 km di passaggi coperti, con più di 7000 negozi, 24 caravanserragli e 28 moschee.
L'attività principale all'interno del bazar è la manifattura dei tappeti, ma è rinomato anche per la lavorazione degli argenti e dei gioielli.

## Descrizione
Situato nel centro della città è suddiviso in strade, molte dedicate a particolari categorie di prodotto. Tra queste Amir Bazaar (per oro e gioielli), Mozzafarieh (tappeti tessuti a mano, ordinati per dimensione e tipo di nodo), Bashmakhchi Bazaar (scarpe), Kiz Basdi Bazaar e Rahli Bazaar (altri prodotti). Tabriz e il suo bazar raggiunsero la massima prosperità nel XVI secolo, quando la città divenne la capitale del regno Safavide. La città perse poi questo status nel XVII secolo, ma il suo bazar è rimasto importante come centro commerciale ed economico nella regione e sulla via della seta. Sebbene negli ultimi anni siano stati aperti numerosi negozi e centri commerciali moderni, il Bazar di Tabriz ha mantenuto il suo ruolo vitale di centro economico della città e dell'Iran nordoccidentale.
Nel luglio del 2010 è stato inserito nel patrimonio dell'umanità dell'UNESCO.